# سهم مسجل
السهم المسجل أو السهم الاسمي أو الحصة المسجلة هو سهم مسجل باسم المالك. وتحتفظ الشركة التي تصدر الأسهم بسجل يحتوي على أسماء المساهمين وتواريخ ميلادهم وعنوانهم وكذلك عدد الأسهم التي يحتفظون بها. يتم قبول المساهمين المسجلين في سجل الأسهم فقط كمساهمين في الشركة. يحق للمساهمين الحصول على معلومات من الشركة عن البيانات الشخصية المسجلة في سجلتها.

## روابط داخلية
- سهم (تجارة)
- مستثمر